# Sport femminile

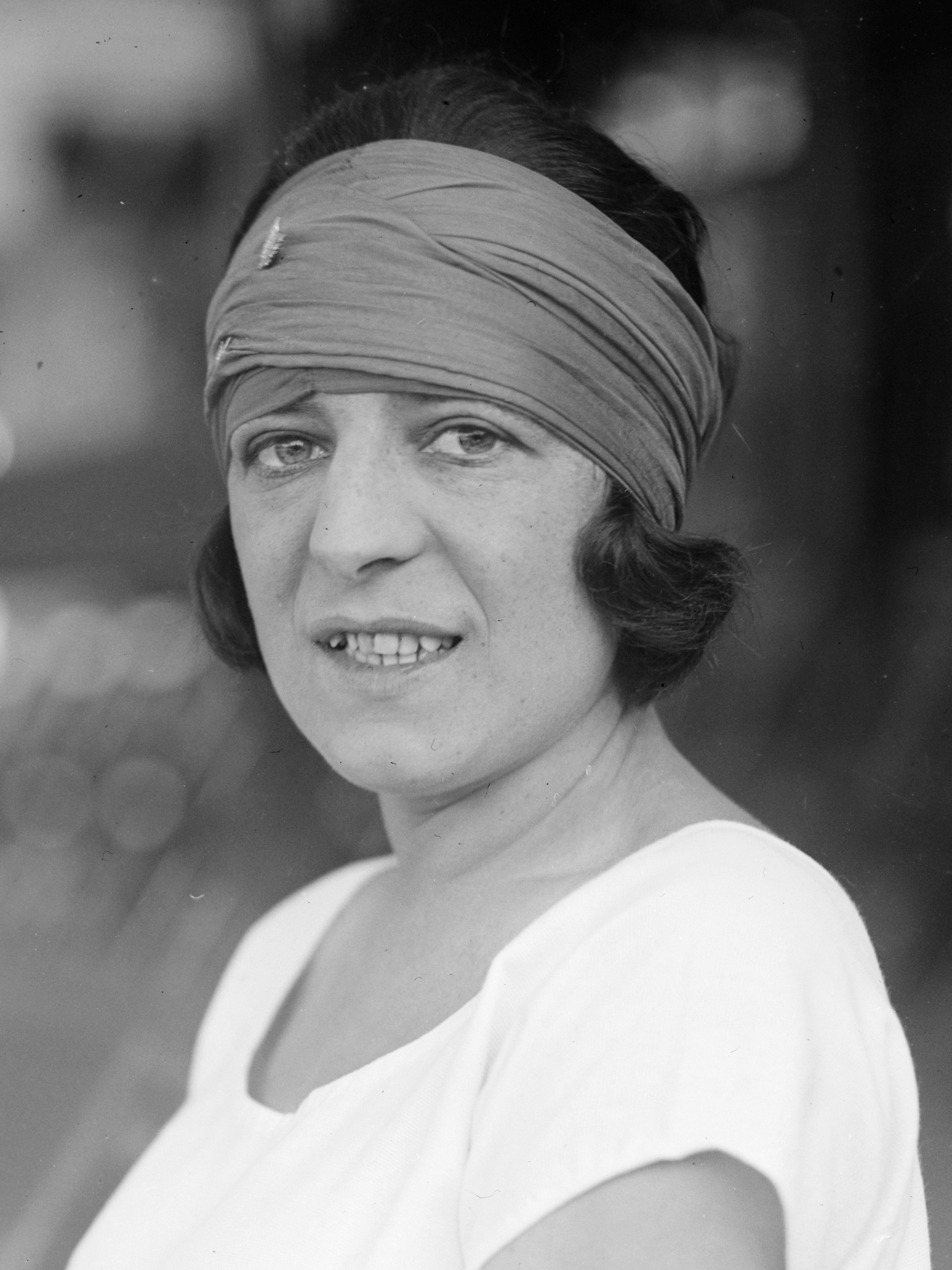
La tennista francese Suzanne Lenglen, tra le più riconoscibili icone dello sport femminile moderno

Lo sport femminile è l'insieme di pratiche sportive condotte, in forma sia dilettantistica che professionistica, da persone di  sesso femminile.
Il rapporto delle donne con lo sport, documentato fin dall'antichità, ha pagato periodi di oscurantismo: testimoniato da ampi reperti archeologici nel periodo romano ed ellenico, infatti, fu eclissato dopo la caduta dell'impero romano e per tutto il medioevo, riprendendo lentamente visibilità fino a ritrovare un proprio ruolo nella seconda metà del XIX secolo.
Ufficialmente ammesso sulla scena olimpica nel 1928, paga ancora nel XXI secolo pregiudizi di natura culturale e religiosa, oltre ad avere in molti Paesi status dilettantistico e in molte discipline che a livello maschile sono professionistiche.

## Storia
Laddove esistono prove di pratica femminile di attività fisiche e sportive fin dal XIX secolo d.C., le donne ebbero altresì invece un ruolo assai limitato quando nacque lo sport moderno.
Ciò va imputato agli influssi del romanticismo ottocentesco, che aveva creato l'immagine della donna quale essere languido e malinconico, o addirittura, come la vedeva  Alfred de Vigny, una creatura malata e dodici volte impura.
La marginalità della donna nel moderno movimento sportivo era anche la necessaria conseguenza di convenzioni sociali implicite in un'organizzazione della società che intendeva relegarla a un ruolo generalmente subordinato, limitato alla sfera dei lavori domestici e alla procreazione.
Il francese Pierre De Coubertin, in linea con la tradizione antica dei Giochi di Olimpia, affidò alle donne una funzione esclusivamente ancillare, in un ruolo che prevedeva solo l'incoronazione dei vincitori. A questo si oppose la francese Alice Milliat, fondatrice, nel 1921, della Federazione sportiva femminile internazionale, con la quale riuscì alla fine a dare importanza e riconoscimento alle donne nello sport agonistico.
Nel 1922 e nel 1926 furono organizzati, a Parigi e a Göteborg, i Giochi mondiali femminili, che minacciarono di oscurare i Giochi Olimpici; il loro successo indusse il Comitato Olimpico Internazionale ad ammettere, ai Giochi di Amsterdam del 1928, la partecipazione di quelle che un giornalista definì spregiativamente le atletesse.
Inizialmente non prendevano parte alle gare di atletica, e la loro partecipazione era limitata a gare di tennis e di tiro con l'arco, come se si trattasse di favori concessi, di deroghe al pensiero di De Coubertin che, nel 1912, quando le donne parteciparono per la prima volta alle gare di nuoto nei Giochi della V Olimpiade di Stoccolma (il 2%, 57 donne su 2 540 iscritti), espresse la propria opinione in questi termini: "Un'Olimpiade femminile non sarebbe pratica, interessante, estetica e corretta."
De Coubertin ribadì il suo pensiero anche dopo il 1928: "per quanto riguarda la partecipazione delle donne al gioco io rimango contrario. Esse sono state ammesse a un numero sempre crescente di prove, contro la mia volontà."
Nel 1952, solo una metà dei Paesi partecipanti inviò una rappresentanza femminile alle Olimpiadi di Helsinki. E nel 1968, a Giochi di Città del Messico, nonostante la folta rappresentanza femminile dei Paesi socialisti, la percentuale delle concorrenti non superò il 12% (845 su 7.200).
Quell'anno segnò comunque una crescita tecnica del movimento sportivo femminile, che contribuì a ridurre ulteriormente lo scarto fra prestazioni dei due sessi, un progresso accompagnato da una maggior naturalezza nello sforzo atletico.
Si dovette attendere la seconda parte del XX secolo per assistere a un'aumentata partecipazione femminile nello sport, una crescita che evidenziava la volontà di raggiungere la parità dei sessi in campo sportivo, rimanendo in tal senso un indicatore in grado di testimoniare i progressi nello status sociale della donna.

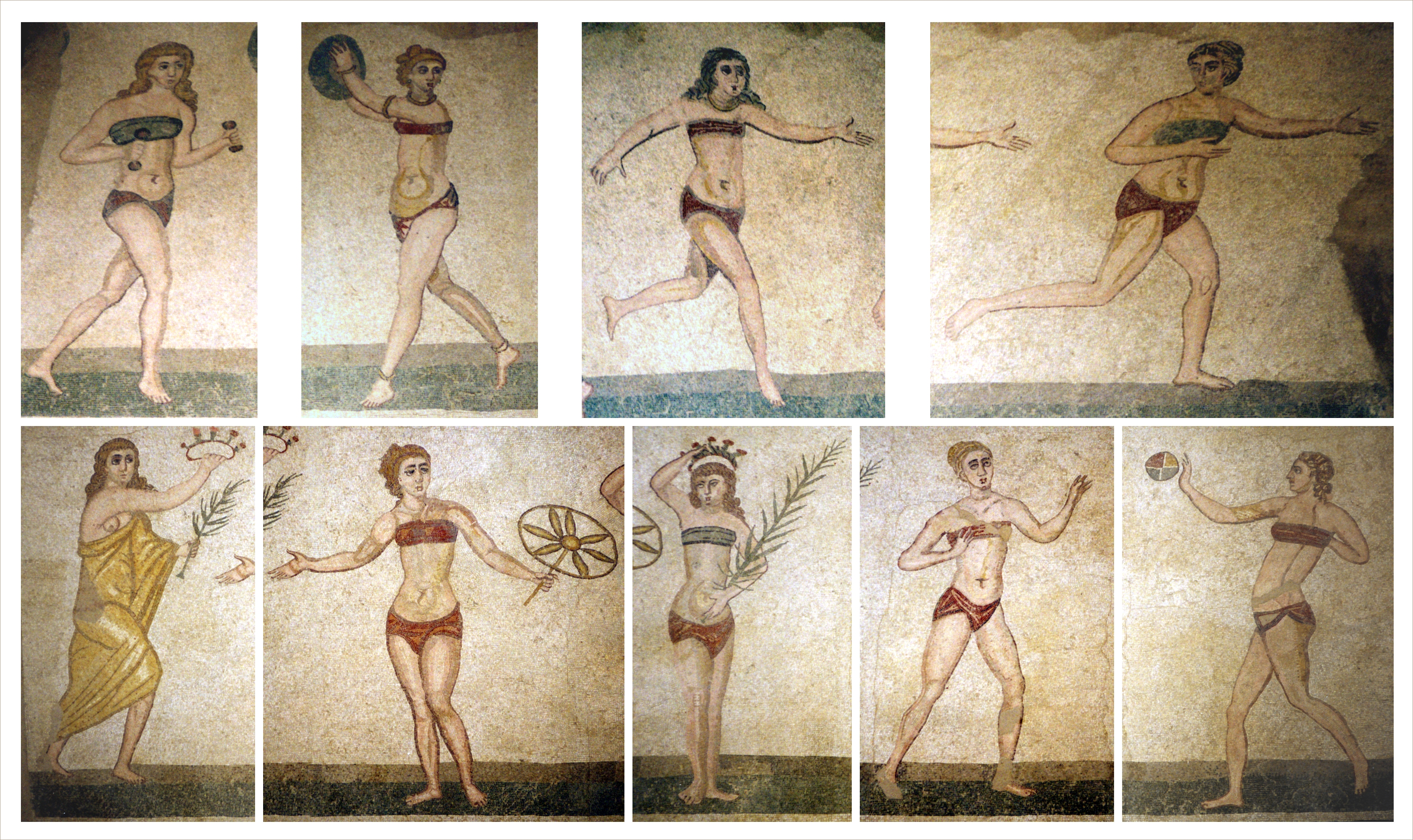
Mosaico del IV secolo a.e.v. nella Villa romana del Casale di Piazza Armerina che raffigura giochi agonistici femminili
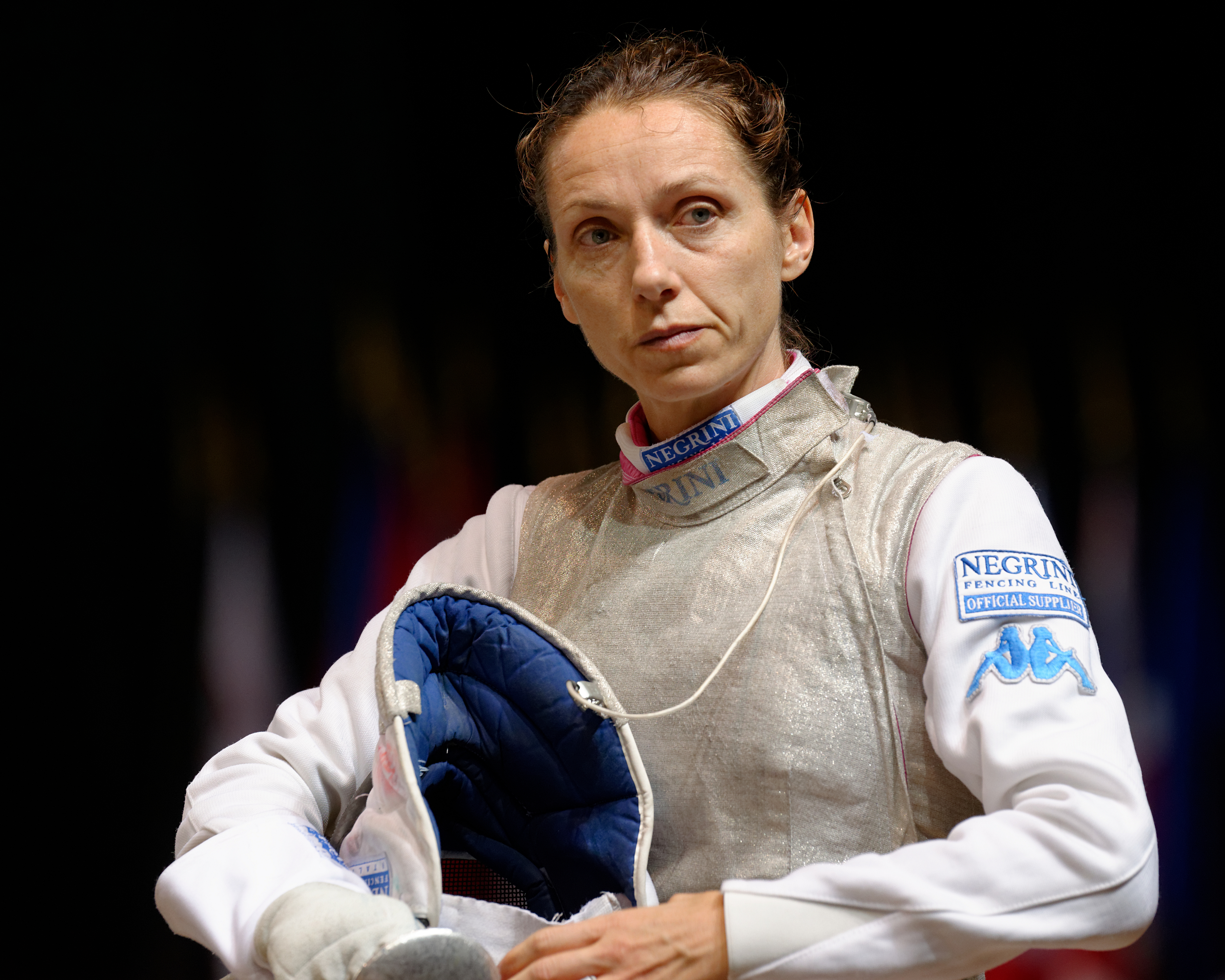
La schermitrice italiana Valentina Vezzali, una delle più titolate atlete olimpiche in assoluto

## Sport e gravidanza
Per quanto riguarda la funzione riproduttiva, la scienza medica considera infondata qualsiasi interferenza negativa con la pratica sportiva: nonostante il fermo imposto agli allenamenti e alle competizioni durante alcune fasi della gravidanza,  non mancano esempi di campionesse che hanno fornito le loro migliori prestazioni dopo una gravidanza e un parto, generalmente con minor complicazioni del solito: Il più celebre è quello dell'olandese Fanny Blankers-Koen quattro volte campionessa olimpica a Londra (1948) quando già era madre di tre figli; nel 1956, inoltre, tre atlete incinte di quattro mesi parteciparono senza difficoltà ai Giochi di Melbourne.
Tra i casi più recenti va registrato quello di Valentina Vezzali,  una della più grandi campionesse, atleta che si è mantenuta ai massimi livelli, senza soluzione di continuità, nonostante il fermo fisiologico e legale dovuto alla gravidanza: è divenuta campionessa del mondo nel 2005, a quattro mesi dal parto, senza risentire di alcuni gap, neppure di quello dovuto semplicemente alla sospensione degli allenamenti.